# Caseolus hartungi
Caseolus hartungi (лат.) — вид лёгочных земляных улиток рода Caseolus семейства Hygromiidae. Этот вид является эндемиком Португалии (Мадейры). Вид находится под угрозой вымирания из-за разрушения среды обитания. Длина тела 7 мм.

## Подвиды
Выделяют подвид Caseolus hartungi fictilis (R. T. Lowe 1852)[уточнить].